# Chaetostoma cupressinum
Chaetostoma cupressinum là một loài thực vật có hoa trong họ Mua. Loài này được (D. Don) Koschnitzke & A.B. Martins mô tả khoa học đầu tiên năm 1999.